# Gene V. Glass
Gene V. Glass (ur. 19 czerwca 1940 w Lincoln) – amerykański statystyk, profesor Arizona State University i pracownik National Education Policy Center. 
Zajmuje się głównie badaniami edukacyjnymi. W 1976 r. ukuł termin metaanaliza na oznaczenie metody łączenia wyników liczbowych wielu badań w jedno podsumowujące zestawienie. 